# الخنانيف
الخنافيف هي جماعة قروية في إقليم تارودانت بجهة سوس ماسة جنوب المغرب. وهي تضم 2338 نسمة، حسب الإحصاء العام للسكان والسكنى لسنة 2014.
يبعد مركز الجماعة عن تارودانت بـ 20 كلم.

## دواوير الجماعة
- دوار البهسية
- دوار الخنافيف
- دوار أيت رحمون
- دوار البراكيك القبلاني
- دوار البراكيك البحراني
- دوار الخروبة
- دوار أيت سليمان
- دوار العرب فروما
- دوار الحجاج
- دوار أيت عبد الجليل

حسب الإحصاء العام للسكان والسكنى لسنة 2014 الذي أنجزته المندوبية السامية للتخطيط: يُعتبر دوار الحجاج أكبر دوار في جماعة الخنافيف من حيث عدد السكان (2281 نسمة).

## التعليم
قائمة المؤسسات التعليمية في الخنافيف:
- مجموعة مدارس حسان بن ثابت (المركزية: الخنافيف / الوحدات: أمعازة - أولاد بوربيعة - الوزازطة - البهسية)
- مجموعة مدارس البحراني (المركزية: البحراني / الوحدات: أيت رحمون - الحجاج - القبلاني)